# توبو السادس
توبو السادس (12 يوليو 1959) هو ملك تونغا ويشغل المنصب منذ وفاة أخيه الملك جورج توبو الخامس في 18 مارس 2012. 

## روابط خارجية
- توبو السادس على موقع IMDb (الإنجليزية)
- توبو السادس على موقع الموسوعة البريطانية (الإنجليزية)
- توبو السادس على موقع مونزينجر (الألمانية)